# Sarcophaga kairatuensis
Sarcophaga kairatuensis är en tvåvingeart som beskrevs av Shinonaga 2004. Sarcophaga kairatuensis ingår i släktet Sarcophaga och familjen köttflugor. Inga underarter finns listade i Catalogue of Life.